# Ђорђе Нешић (књижевник)
Ђорђе Нешић (Бијело Брдо, код Осијека, 1957) српски је књижевник.
Дипломирао је на Филолошком факултету у Београду, група југословенске књижевности и српскохрватски језик. Заступљен је у више антологија.
Народна библиотека „Стефан Првовенчани“ Краљево објавила је 2016. године зборник радова Ђорђе Нешић, песник : зборник с научно – критичарског скупа, одржаног 2015. године, поводом награде Жичка хрисовуља.
Члан је Одбора САНУ за динамику климатског система Земље и дело Милутина Миланковића. Управник је Културног и научног центра „Милутин Миланковић“ у Даљу.
Живи у Бијелом Брду и у Сомбору.

## Награде
Добитник је двадесетак награда и признања, међу осталим:
- Бранкова награда, за књигу Црв сумње у јабуци раздора, 1985.
- Награда „Лаза Костић”, за књигу Чекајући Створитеља, 1995.
- Награда „Милан Лалић”, за књигу Чекајући Створитеља, 1995.
- Награда „Сава Мркаљ”, за 2010.
- Змајева награда, за књигу Боље бити у мањини, 2015.
- Награда „Жичка хрисовуља”, 2015.
- Награда „Одзиви Филипу Вишњићу“, 2016.
- Награда „Петровдански вијенац”, за књигу поезије Боље је бити у мањини, 2016.
- Дисова награда, 2018.
- Награда „Грачаничка повеља”, 2022.

## Дјела
Објављена дела:
- Црв сумње у јабуци раздора, песме (Београд, 1985)
- Сурогати, песме (Београд, 1990)
- Чекајући Створитеља, песме (Врбас, 1995)
- Харонов чамац, песме (Београд, 1998)
- Прозор кроз који Дунав тече, песме (Загреб, 2000)
- Лук и вода, завичајни речник (Загреб, 2004)
- Граница, песме (Загреб, 2006)